# Famille de Ribeaupierre
Pour les articles homonymes, voir Ribeaupierre (homonymie).
La famille de Ribeaupierre (en allemand : von Rappoltstein) était une famille de la noblesse féodale implantée dans la plaine d’Alsace et le massif des Vosges. Sa filiation remonte à Egenolphe d'Urslingen (en allemand : Egenolf von Urslingen), qui reçoit vers 1163 la seigneurie de Ribeaupierre et dont les descendants prendront le nom. La lignée masculine de la famille s'est éteinte en 1673 avec le décès de Jean-Jacques de Ribeaupierre.

## Histoire

### Origine
Il existait une première famille de seigneurs de Ribeaupierre dont le château fut mentionné pour la première fois en 1038 sous le nom de « rocher de Reginbald », faisant sans doute référence au seigneur Reginboldi mentionné dans les sources au début du XIe siècle.
Après l'extinction de cette famille, Frédéric Ier Barberousse attribue le château à l’un de ses fidèles, Egenolphe d'Urslingen, vers 1163. Mort vers 1188, ce dernier a sans doute épousé Emma, héritière des premiers seigneurs du château. Il sera le fondateur de la seconde famille du nom de Ribeaupierre (von Rappoltstein). Le titre de « sire de Ribeaupierre » apparaît pour la première fois en 1219 pour qualifier les petits-fils d’Eguenophe qui ont pris le nom du lieu.
Le dernier du nom fut le comte Jean-Jacques de Ribeaupierre mort sans postérité masculine en 1673.
La famille de Ribeaupierre, pour certains, s'éteignit au XVIIe siècle dans les maisons des comtes de Waldeck et des comtes palatins de Birkenfeld, mais il semblerait qu'une branche de la famille ait survécu d'abord en Suisse, pour repartir vers la France et la Russie.
On trouve une généalogie de la famille de Ribeaupierre dans les mémoires de la Société d'Archéologie Lorraine et du Musée Historique Lorrain.

## Personnalités
- Egenolphe d'Urslingen[4]. Fondateur de la lignée dont les descendants prirent le nom de Ribeaupierre. Une légende lui prête une ascendance italienne : il descendrait d'un nommé Ursini de Spolète, qui vécut au VIIIe siècle[10].
- Egenolphe II de Ribeaupierre, fils du précédent, constructeur du château de Saint-Ulrich. Chevalier croisé, d’après l’archiviste J.J. Luck, il prit probablement part à la Cinquième croisade[10]. À son retour des croisades il fit construire une chapelle à Dusenbach et y déposa une statue de la Vierge, enlevée en 1204 au siège de Constantinople[11].
- Anselme II de Ribeaupierre, Il prit le parti d'Albert d'Autriche contre l'empereur Adolphe de Nassau et alla concourir en 1293 à la défense de Colmar contre l’empereur élu. Fait prisonnier, ses biens furent saisis et il fut écroué au château d'Achalm en Souabe dont il ne sortit qu'en 1296. Il entra alors en possession de Guemar et fit rétablir  en 1298 le château qui fut brûlé la même année[12]. Lors de sa captivité il avait promis de construire une chapelle à Dusenbach en cas de délivrance. Il exauça ce vœu et devint aussi l’un des principaux bienfaiteurs de Saint-Jean d'Unterlinden à Colmar. S’étant réconcilié avec les Habsbourg il reçoit le château du Koenigsbourg, puis en 1314 le village d’Heiteren. Il meurt vers 1314[13].
- Henri II de Ribeaupierre[14], frère du précédent. Il était en contestation pour l’héritage paternel, quand son frère Anselme l’expulsa de Ribeauvillé, ce qui le poussa à se ranger du côté de l’empereur et de lui prêter main-forte pour reprendre la ville de Colmar dont son aîné était l’un des défenseurs en 1293. Il reçut de l’empereur une partie des terres confisquées à son frère. Il fonda en 1297, le couvent des Augustins de Ribeauvillé[15]. Il mourut en 1313[16].
- Sophie de Ribeaupierre, Abbesse d'Andlau[17].
- Jean IV de Ribeaupierre, il embrassa la cause de Louis de Bavière contre Frédéric le Bel dans leur rivalité pour la couronne impériale. Son fils ayant été l'auteur du pillage des abbayes de Senones et de Moyenmoutier et de la mort d'un l'abbé, le duc de Lorraine  donna ordre de le ramener mort ou vif. Jean de Ribeaupierre se jeta alors au pied du duc pour obtenir le pardon pour son fils, le duc touché révoqua la sentence de mort et condamna Jean à faire amende honorable, tête nue, en chemise et une torche à la main, à donner à l’abbaye dix soudées de terre et à faire un pèlerinage à Saint-Thomas de Cantorbéry. Il mourut en 1373[16].
- Brunon de Ribeaupierre[18], né au château de Girsberg vers 1348. Il accompagna le duc de Bourgogne à Paris et prit du service dans l’armée prête à envahir l’Angleterre. De retour en Alsace, Brunon fit prisonnier un chevalier anglais nommé Harleston qu'il emprisonna dans le château du Haut-Rappoltstein. Le captif accepta de payer une rançon mais Brunon ne relâcha pas son prisonnier. Le roi d’Angleterre Richard II s’interposa et adressa des lettres à la ville de Strasbourg, au pape et à l’empereur. Rien n’y fit. Strasbourg ayant été sommé en 1389, de se présenter devant le conseil aulique et ayant été mis au ban de l’empire, Brunon, effrayé, mit son captif en liberté mais en se vengeant sur les Strasbourgeois en reprenant la ville de Ribeauvillé, qu’il leur avait engagée pour dettes et entra dans une ligue secrète contre la puissante cité. En juin 1387, Brunon emprisonne des Juifs soupçonnés d’avoir empoisonné un puits dans la région. En septembre 1392, le préfet impérial lança une campagne contre Strasbourg, « ce nid républicain de bourgeois insolents ». Brunon se rangea sous sa bannière. Eckbolsheim et Hausbergen furent livrés aux flammes. Des pourparlers furent entamés à Eschau. Brunon demanda 20 000 florins de dommages, le préfet impérial en demanda 100 000. De nouvelles conférences, ouvertes à Nuremberg, aboutirent à une convention, le 1er janvier 1393 et le ban de l’empire fut levé. Les Strasbourgeois s’attaquèrent ensuite à Brunon qui ne dut son salut qu’à l’intervention du duc Léopold III. Par un rescrit impérial du 28 avril 1398, Wesceleslas mit un terme au long et interminable litige entre les belligérants, et les partis furent renvoyés devant l’archevêque de Mayence. Criblé de dettes - il était débiteur de 90 000 florins - Brunon allait subir une prise de corps, quand il mourut la même année, le 14 mai 1398 au château du Haut-Ribeaupierre[16].
- Maximin Ier ou Schmassmann Ier de Ribeaupierre[19], fils du précédent. Échanson de la cour du duc de Bourgogne en 1399. Le duc d’Autriche lui confia en 1406 l’administration des provinces antérieures de l’Autriche. L’empereur Sigismond le nomma landvogt d’Alsace. C’est en cette qualité qu’il représenta le duc d'Autriche au concile de Constance. En 1421 il alla avec le contingent de troupes alsaciennes en Bohême. Lorsque s’ouvrit le concile de Bâle, il fut nommé par Sigismond avoyer de la haute assemblée avec pouvoirs illimités. Une querelle étant survenue en 1422, entre Guillaume de Girsberg un autre seigneur alsacien et Maximin, celui-ci attaqua son voisin, s’empara du manoir et tua le seigneur de Girberg, ce qui permit aux Ribeaupierre de reprendre le château de Stein qui leur avait été confisqué en 1303[20]. Il décéda à Ribeauvillé en 1456 et fut enterré dans l’église de l’hôpital. Par suite de ces guerres, il s’était tellement endetté, qu’à sa mort, il était décrété de prise de corps, comme l’avait été son père, et il laissa un passif de 73 000 florins[21].
- Guillaume Ier de Ribeaupierre[22], fils du précédent. Il fut placé par les Archiducs, en 1476 à la tête de l’administration des possessions autrichiennes sur le Rhin. Il obtint en 1481 de l’empereur Frédéric III, le droit de chasse pour toute l’Alsace. En 1465, Guillaume entra, avec un contingent de deux cents hommes d’armes, dans la ligue contre le roi de France, Louis XI. Il ne prit aucune part active, comme préfet d’Alsace, aux démêlés qui surgirent après cette époque, entre les Suisses, les villes libres de province, le duc de Lorraine et l’Empire, pour repousser les attaques de Charles le Téméraire. Il eut l’honneur de tenir sur les fonts de baptême Anne, fille du duc René. En 1496, il accompagna l’empereur Maximilien Ier, à son couronnement à Rome. Il mourut en 1507[23].
- Maximin II ou Schmassmann II de Ribeaupierre[24], Chambellan de Charles le Téméraire, qu’il combattit plus tard en amenant 500 chevaux au duc de Lorraine. Il se signala à la bataille de Nancy en 1477. Il fit des voyages de dévotion à Saint-Jacques-de-Compostelle et à Rome, et se rendit en 1483 en Terre Sainte sur le tombeau du Christ. À son retour en Alsace, il fit construire à Dusenbach des chapelles  qui furent  visitées par de nombreux fidèles. Il constitua des revenus considérables aux différentes chapelles et les fit desservir par deux prêtres résidents, auxquels il adjoignit deux frères assistants. Il mourut le 31 août 1517, âgé de 80 ans, sans postérité, n’ayant pas été marié[23].
- Guillaume II de Ribeaupierre[25], fils de Guillaume Ier, né à Ribeauvillé en 1464. Considéré comme un des plus redoutables mais aussi comme un des plus sévères capitaines de l'époque[26], il obtint la faveur des empereurs Maximilien Ier, Charles Quint et Ferdinand, qu’il représenta plusieurs fois dans les diètes de l’Empire, notamment à Worms (1521) et à Augsbourg (1530). Maximilien  qui le qualifiait du titre de « très cher cousin », l’éleva à la dignité de conseiller intime et de maréchal de sa cour, lui confia le port de la bannière de l’Empire et le fit chevalier de la Toison d'or. Guillaume donna des preuves de grandes connaissances militaires au siège de Padoue en 1509. Plus tard, il est nommé landvogt d’Alsace, et reçoit de l’empereur Charles Quint, en récompense de sa bravoure, l’éperon d’or de la chevalerie. Guillaume II suivit l’empereur en Italie dans sa campagne contre les Vénitiens. Au siège de Mantoue en 1517, il monta le premier sur la brèche. Il resta fidèle à la religion catholique. Il se couvrit de gloire dans plusieurs campagnes contre les Turcs en Hongrie. Il mourut en 1547, à l’âge de 83 ans. Il n'eut pas d'enfants de son mariage en 1490 avec Marguerite de Deux-Ponts[27].
- Egenolphe III de Ribeaupierre[28], né à Ribeauvillé en 1527, il succéda à peine âgé de vingt ans à son grand-père Guillaume II, dans les nombreuses seigneuries appartenant à sa famille. Il perdit de bonne heure son père Ulric IX et sa mère Anne-Alexandrine de Furstenberg l'orienta vers le luthéranisme. Il commença à établir des ministres évangéliques dans quelques-uns de ses villages. Il fit ensuite réformer Sainte-Marie-aux-Mines, ce qui lui valut une réprimande de l’empereur par lettres datées de Prague du 5 mars 1562. « Nous apprenons, y était-il dit, par la chambre d’Ensisheim et par notre bailli, le comte Philippe d’Eberstein que tu permets à des gens de différentes sectes, tels qu’anabaptistes, calvinistes, etc. de séjourner dans des pays soumis à notre souveraine autorité. …Nous savons aussi que tu as osé réformer dans diverses églises, contrairement à la foi que tu nous dois et aux dispositions de la confession d’Augsbourg… Nous t’ordonnons en conséquence, si tu veux éviter une mesure plus sévère d’abolir les sectes et les prédicants, et de remettre toutes choses sur l’ancien pied. ». À la suite de cette lettre, Egenolphe rétablit les fonts baptismaux et le tabernacle. L’empereur et la régence s’étant déclarés satisfaits, il cessa de ménager les apparences et fonda une paroisse protestante dans la chapelle de la cour. Cependant, ses efforts pour pousser ses sujets à l’adoption de la Réforme avortèrent presque tous, étant obligé de garder toujours certains ménagements vis-à-vis du chef de l’Empire[29]. Il mourut en 1585. D’après un sceau de 1567, ses armes étaient : écartelé : au Ier et 4e d’argent à trois têtes d’aigles arrachées de sable, couronnées et becquetées d’or ; aux 2e et 3e de sable à un lion d’or couronné de même, lampassé et armé de gueules ; sur le tout d’argent à trois écussons de gueules, avec la légende : S. Egenolph, Herr von Rappolstein, Hohennack und Geroldseck[27].
- Eberhard de Ribeaupierre[30], né en 1570, il avait quinze ans à la mort de son père. Placé sous tutelle de son oncle maternel, le comte d’Erbach et du comte de Furstenberg, il fit ses premières études à Strasbourg et fréquenta plus tard l’université de Tubingue. L’archiduc Ferdinand fit enjoindre par la régence d’Ensisheim au Landrichter de Sainte-Marie-aux-Mines de suspendre le service évangélique et de fermer les deux églises d’Auf-der-Matten et d’Echéry. Eberhard fit rouvrir les églises évangéliques et calvinistes de Sainte-Marie-aux-Mines et accorda une égale protection aux deux confessions dissidentes. Pendant de longues années, il fut l’homme de confiance des Habsbourg en Alsace. Dans les années 1599 et 1601, il remplit des missions diplomatiques auprès de plusieurs princes de l’Empire au nom de Rodolphe II et en 1604 l’archiduc Maximilien le charge d’apaiser les troubles qui avaient éclaté dans le Haut-Rhin. Cependant ayant essayé, en 1613 de loger contrairement à la défense du sénat un protestant dans une maison lui appartenant Kaysersberg, le magistrat de cette ville obtint de l’empereur Mathias des lettres qui firent échouer les prétentions du comte. En 1619 il fut député en ambassade par Ferdinand II auprès de la ville de Strasbourg et il se rendit, en 1625 avec le même titre, à la cour de Lorraine. Comme soldat, il s’était distingué dans la guerre des Pays-Bas dans les armées impériales et avait vaillamment combattu contre les Turcs. Il mourut le 12 août 1637[31].
- Jean-Jacques de Ribeaupierre[30], fils de Eberhard, né à Ribeauvillé en 1598, il reçut une éducation très poussée. Pour ses études et ses voyages, la ville de Ribeauvillé lui octroya une subside extraordinaire en 1614, renouvelé pour trois ans en 1617 et pour cinq ans en 1620. Pendant la guerre de Trente Ans, le roi Louis XIII, par lettres patentes du 8 mai 1637, prit Ribeauvillé sous sa protection. Le souverain ordonna à tous gouverneurs et chefs de troupes français et étrangers de tout grade de traiter favorablement le sieur de Ribeaupierre, défendit très expressément de faire loger aucune troupe dans cette ville ou d’y prendre ou enlever n’importe quoi. Personnage bien vu en cour, Jean-Jacques fut de même en faveur auprès de Louis XIV. Estimant que l’Allemagne était hors d’état de protéger l’Alsace contre l’envahissement et la conquête du roi Louis XIV, il fut l’un des premiers nobles de la province à se soumettre à la suzeraineté de la France. Il en avait été récompensé par de nombreuses faveurs et par des privilèges dont il s’est empressé de faire profiter ses sujets protestants. De là résulta pour eux une position favorable à celle des autres habitants de l’Alsace. Jean Jacques épousa Anne-Claude, fille d'Otton-Louis comte palatin du Rhin, dont il eut plusieurs enfants qui moururent dans leur enfance, à l’exception de deux filles : Catherine-Agathe et Anne-Dorothée. Après cinq siècles d’existence, la lignée masculine des Ribeaupierre s’éteignit avec son décès le 28 juillet 1673, en son château de Ribeauvillé, à l’âge de 75 ans. Le 1er septembre 1673, Louis XIV, se rendant à Brisach, s’arrêta à Ribeauvillé et y passa la nuit au château où le corps du comte défunt se trouvait encore[32],[31].
- Catherine-Agathe de Ribeaupierre, fille aînée de Jean-Jacques, née à Ribeauvillé en 1648, permit à son époux Christian II de Birkenfeld-Bischweiler, comte palatin et duc des Deux-Ponts, d'obtenir le comté de Ribeaupierre avec l'accord de Louis XIV[33],[7]. Elle mourut à Bischwiller en 1683. Sa sœur Anne-Dorothée, dernière représentante de la famille de Ribeaupierre, mourut célibataire et sans enfant en 1725.

## Châteaux
Il subsiste en Alsace à Ribeauvillé trois châteaux en ruine ayant appartenu aux Ribeaupierre :
- Le château de Grand-Ribeaupierre. Donné en fief à Egenolphe d’Urslingen, il fut habité par les seigneurs de Ribeaupierre jusqu'au XVe siècle.[réf. nécessaire]
- Le château du Haut-Ribeaupierre. Ce château appartient d’abord à l’évêché de Bâle, puis il passe aux Ribeaupierre à partir du XIIIe siècle. Après la guerre de Trente Ans le château tombera progressivement en ruine.[réf. nécessaire]
- Le château du Girsberg. Construit par la famille de Ribeaupierre dans la première moitié du XIIIe siècle[34], il est abandonné au XVIe siècle et tomba alors en ruine.

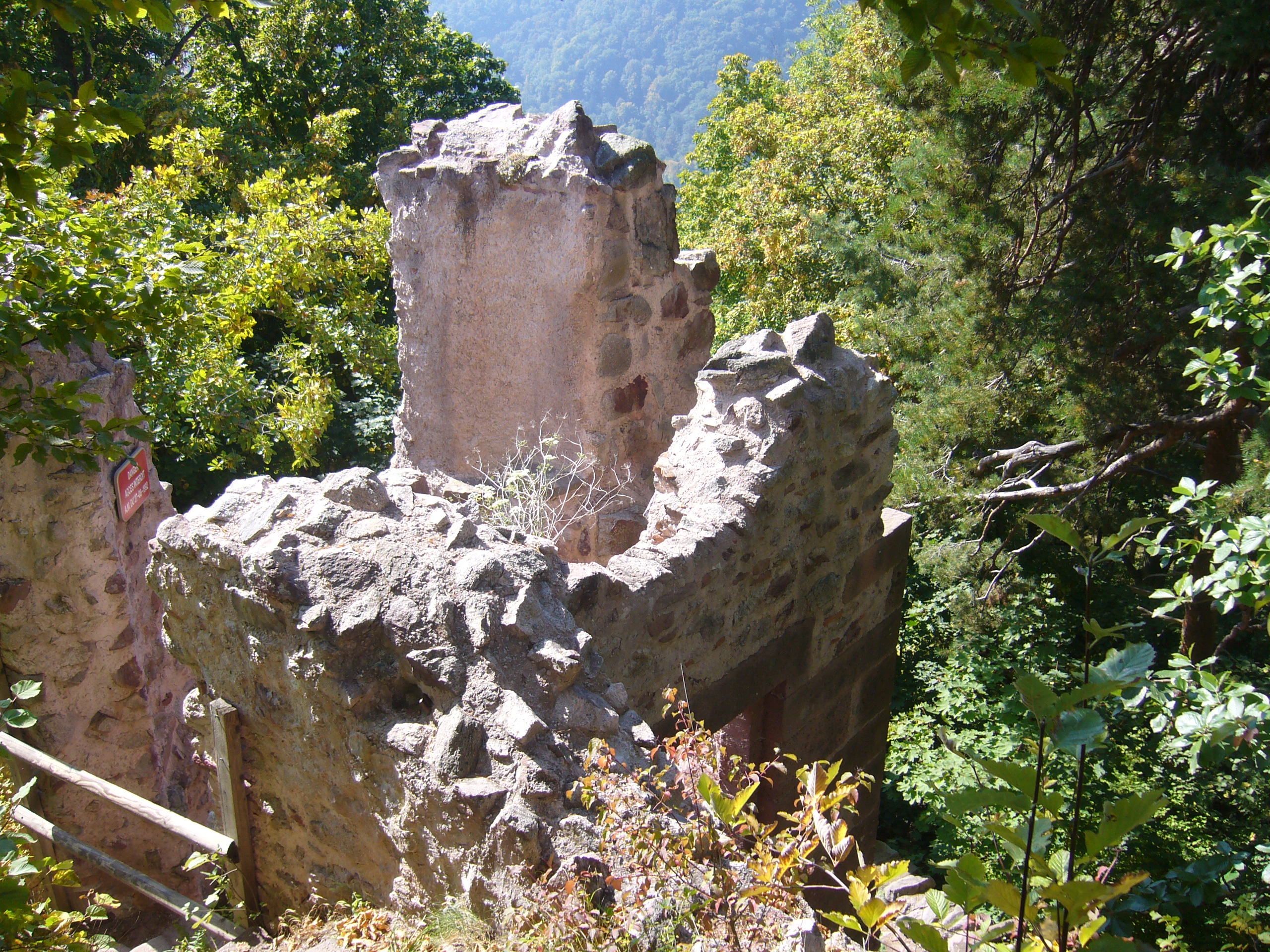
Vue partielle du mur d’enceinte du Haut-Ribeaupierre
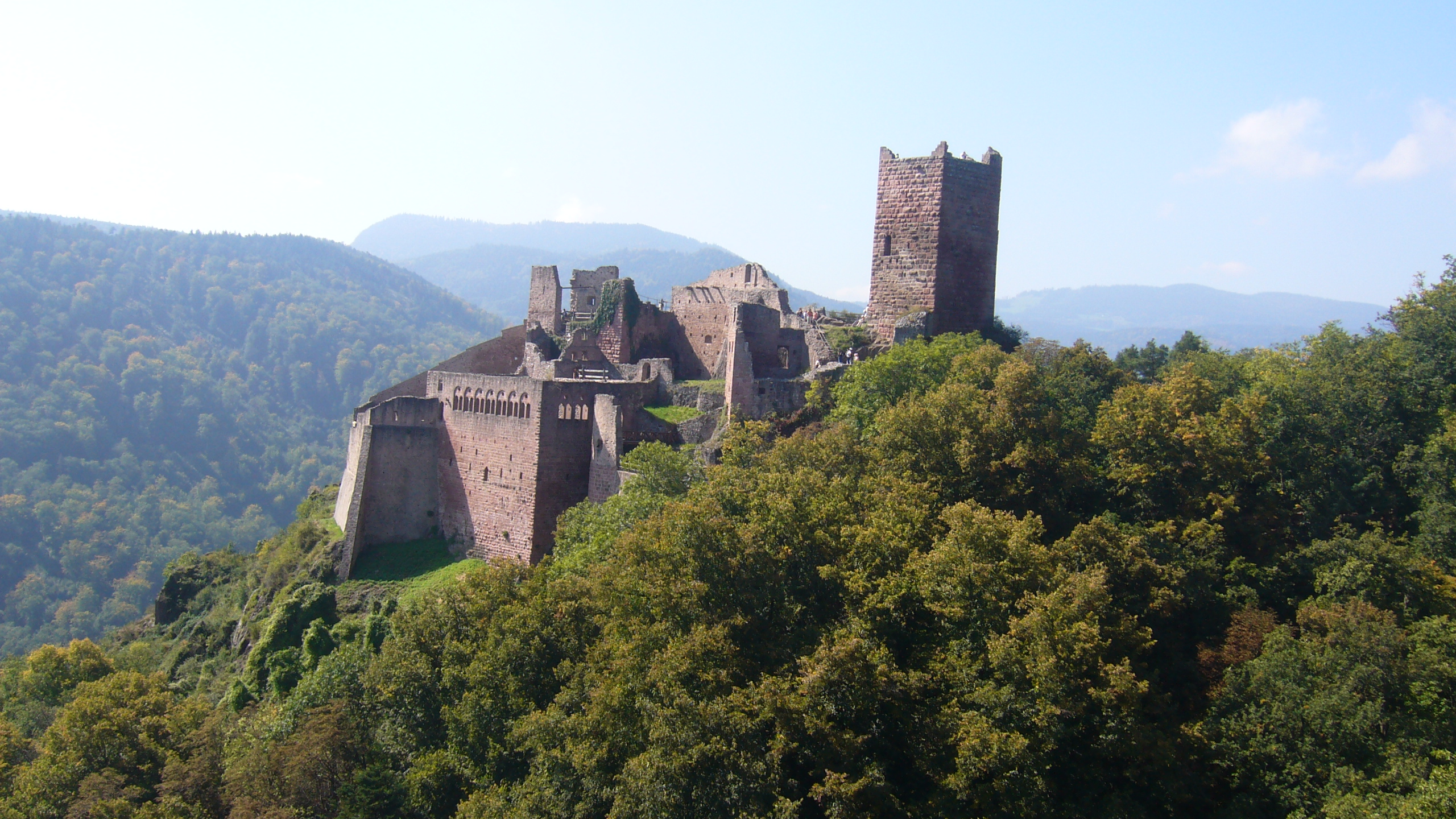
Château de Grand-Ribeaupierre vue depuis le Girsberg
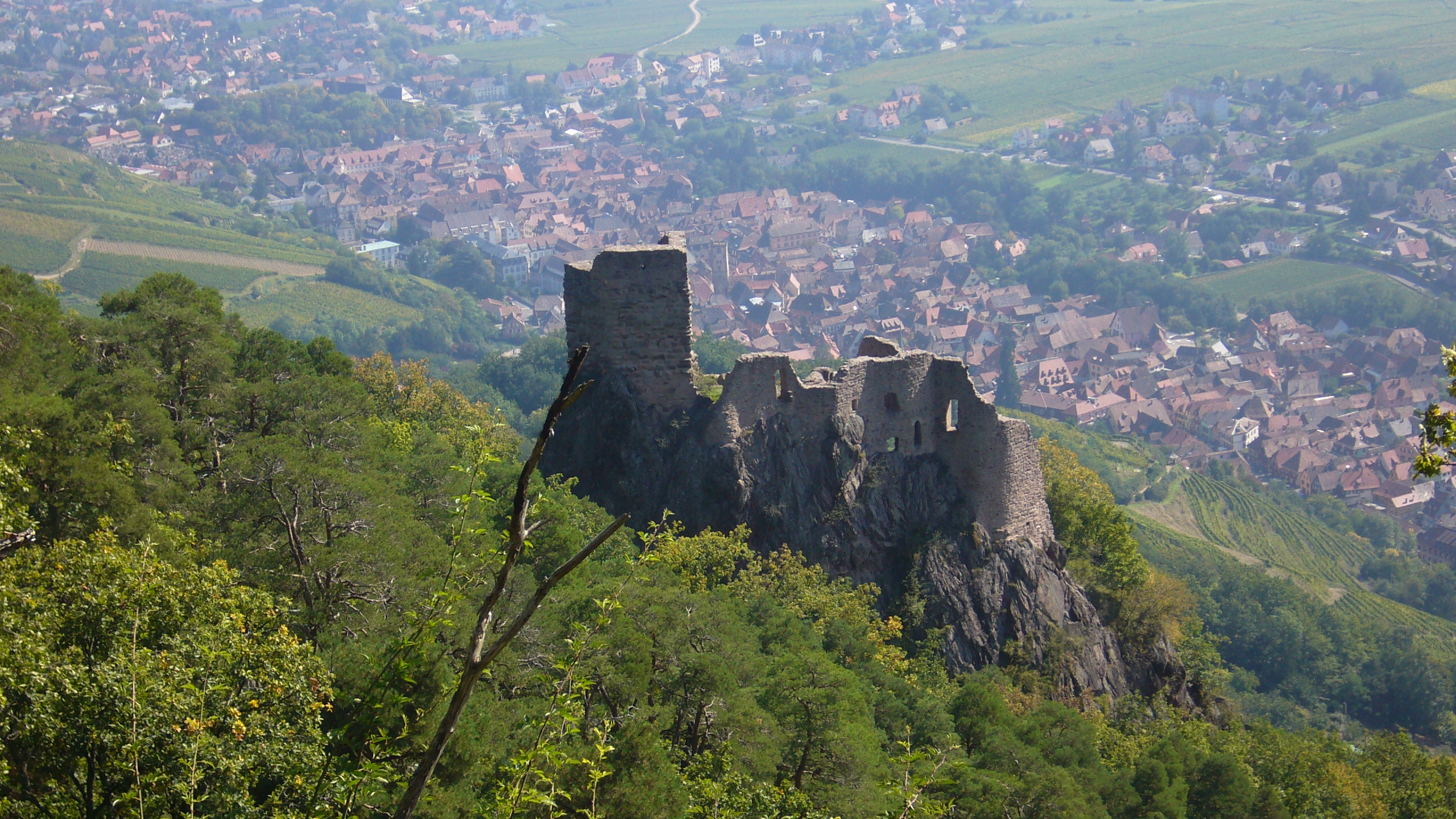
Le château ruiné du Girsberg et le village de Ribeauvillé